# Scelio subpolitus
Scelio subpolitus är en stekelart som beskrevs av Alan Parkhurst Dodd 1920. Scelio subpolitus ingår i släktet Scelio och familjen Scelionidae. Inga underarter finns listade i Catalogue of Life.